# Styringomyia chelifera
Styringomyia chelifera är en tvåvingeart som beskrevs av Alexander 1975. Styringomyia chelifera ingår i släktet Styringomyia och familjen småharkrankar.
Artens utbredningsområde är Nigeria. Inga underarter finns listade i Catalogue of Life.